# Kirsten Belin
Kirsten Margareta Kristina Felicia Belin, född 2 maj 1981 i Borlänge, är en svensk före detta stavhoppare. Belin innehade det svenska rekordet både utomhus (4,51) och inomhus (4,40 - delat med Hanna-Mia Persson och Linda Berglund) innan Angelica Bengtsson slog båda dessa rekord under 2011. Hon utsågs år 2003 till Stor grabb/tjej nummer 464.

## Biografi
Belin började med gymnastik som 8-åring i Domnarvets Gymnastik Klubb i Borlänge och lade under de följande nio åren som gymnast grunden till det som skulle komma att bli en framgångsrik men ganska kort karriär i stavhopp. Belin nådde inga direkt framskjutna placeringar i gymnastik och hon har själv sagt att hon egentligen var alldeles för lång och för rädd för att bli en riktigt bra gymnast (hon är 1,76 lång). 
Som 17-åring började Belin 1999 träna friidrott och senare stavhopp i Kvarnsvedens GoIF i Borlänge, och hade inom mindre än ett år tagit en bronsmedalj på SM, deltagit i Finnkampen och satt sitt första svenska rekord (3,87 m inomhus i december 1999). Hösten 1999 började hon på friidrottsgymnasiet i Falun där hon tränades av Ulrik Mattisson. Deras samarbete var mycket framgångsrikt och varade fram till och med sommaren 2004, men kompletterades 2001 av den tyske stavhoppstränaren Jochen Wetter, som också tränat den före detta världsrekordhållerskan inomhus, Nichole Riegel-Humbert. Belin anslöt sig 2001 till Wetters träningsgrupp i tyska Landau och tillbringade långa perioder i Tyskland under åren 2001–2004.
Under år 2001 gjorde Belin ytterligare framsteg. Hon vann sin första guldmedalj vid senior-SM. Dessutom slog hon svenskt rekord ett antal gånger. Sommaren utvecklade sig till en kamp mellan Belin och Hanna-Mia Persson om en biljett till årets VM som skulle gå av stapeln i Edmonton i början av augusti. Den 2 juni förbättrade Belin vid tävlingar på Sollentunavallen Hanna-Mia Perssons tre dagar gamla utomhusrekord på 4,00 två gånger, till först 4,01 och sedan 4,06. Tre veckor senare, den 23 juni tävlade hon i Europacupen i finska Vasa och förbättrade då rekordet tre gånger i samma tävling, till först 4,10, sedan 4,15 och slutligen 4,20 m. Den 12 juli stack Belin emellan med tävlingar vid U23-EM men slogs ut i kvalet efter att bara ha klarat 3,95. Belin fick behålla rekordet till den 18 juli då Hanna-Mia Persson hoppade 4,21 m. Avgörande för VM-uttagningen blev då en sista tävling i Gävle den 22 juli och där vann Hanna-Mia knappt före Belin och blev uttagen. Vid SM som detta år gick i Växjö den 25 augusti återtog Belin rekordet med ett hopp på 4,22.
2002 var Belins stora genombrottsår även om hon då redan tillhört landslaget i tre år och satt sju svenska rekord i sin karriär. Under inomhussäsongen 2002 deltog hon vid Inomhus-EM i Wien och tog sig till final där hon kom på en sjunde plats med 4,30. Det stora genombrottet kom när hon under utomhussäsongen hoppade 4,42 på DN-galan i Stockholm och med hela världseliten på plats slutade fyra i tävlingen. Innan sommaren var slut hade hon noterat 10 svenska rekord, placerat sig som 9:a på EM i München och vunnit Finnkampen. 
2003 var ett år fyllt med skador och krångel för Belin. Ryggproblem strulade till större delen av inomhussäsongen och 10:de platsen på IVM i Birmingham var, enligt henne själv, en besvikelse. Detta följdes av en handledsskada och en allvarlig stressfraktur under sommaren, vilket tvingade henne att avstå från VM i Paris. Trots skadorna hoppade hon ändå 4,40 och placerade sig som 5:a på U23-EM i polska Bydgoszcz.
Även 2004 var fyllt av skador och långa perioder med rehabilitering. Detta gjorde att Belin missade OS i Athen. Efter allt detta bestämde sig Belin för att göra en större förändring och i slutet av 2004 valde hon istället att flytta till Karlstad och fortsätta sin karriär under nya tränaren och före detta förbundskaptenen Ulf Karlsson.
Samarbetet med Karlsson slog väl ut och 2005 var Belin tillbaka på friidrottsbanan igen. På Inne-EM i Madrid detta år klarade hon säsongsbästa 4,30 men slogs ut i kvalet. Vid VM i Helsingfors tog hon 4,15 när hon slogs ut i kvalet. Säsongsbästa 2005 blev 4,45. Kirsten har senare själv sagt att hon egentligen är mer stolt över att hon lyckades vända trenden efter att missat OS 2004 än vad hon är över sina 25 svenska rekord.  
2006 började bra för Belin. När hon noterade sitt 25:e svenska rekord på 4,40 inomhus i Göteborg i februari verkade det som om hon var tillbaka på allvar. Vid inomhus-VM 2006 i Moskva, Ryssland, blev hon dock utslagen i stavhoppskvalet på 4,25. Det krävdes 4,45 för finalhoppning. Under senare delen av året eskalerade sedan de ryggproblem hon brottats med större delen av karriären och i september 2006 meddelade hon att hon tagit beslutet att avsluta sin friidrottskarriär.

## Aktuellt
Kirsten Belin arbetar 2011 som föreläsare och mental tränare, främst med unga tjejer.

## Resultatutveckling
| Årsbästa                                                                                                  | Årsbästa |
| Utomhus                                                                                                   | Inomhus |
| --- | --- |
| - 1999 – -- - 2000 – -- - 2001 – 4,22 - 2002 – 4,51 - 2003 – 4,40 - 2004 – -- - 2005 – 4,45 - 2006 – 4,10 | - 1999 – 3,87 - 2000 – -- - 2001 – 3,93 - 2002 – 4,35 (SR) - 2003 – 4,37 (SR) - 2004 – -- - 2005 – 4,30 - 2006 – 4,40 (SR) |

## Personliga rekord
| Utomhus - 100 meter – 12.25 (Stellenbosch, Sydafrika 13 januari 2006) - Stavhopp – 4,51 (Göteborg 27 augusti 2002) | Inomhus - 60 meter – 7.76 (Malmö 21 januari 2006) - Stavhopp – 4,40 (Göteborg 8 februari 2006) |

### Fotnoter
1. 1 2 3 4 5 6  Wiger 2006, s. 220.
2. ↑  ”Stora inne-SM 2002, resultat” (htm). Arkiverad från originalet den 13 december 2002. https://web.archive.org/web/20021213092936/http://m1.406.telia.com/~u40606160/ResultatISM.htm. Läst 14 april 2015.
3. ↑  ”Stora inne-SM 2003, resultat” (html). friidrott.stockholm.se. http://www.friidrott.stockholm.se/ism/resultat/p_resultat.html. Läst 14 april 2015.
4. ↑  ”Stora inne-SM 2005, resultat” (pdf). mai.se. Arkiverad från originalet den 23 november 2015. https://web.archive.org/web/20151123081015/http://www.mai.se/resultat/resultatlista-ism.2005.pdf. Läst 12 april 2015.
5. 1 2 3 4 5  ”Personsida på AllAthletics” (på engelska). all-athletics.com. Arkiverad från originalet den 24 oktober 2016. https://web.archive.org/web/20161024091035/http://www.all-athletics.com/node/148100. Läst 23 oktober 2016.
6. ↑  ”Stora grabbars märke”. friidrott.se. Arkiverad från originalet den 31 mars 2016. https://web.archive.org/web/20160331202525/http://www.friidrott.se/historik/storagrabbar.aspx. Läst 23 oktober 2016.
7. ↑  ”Stora Grabbar personpresentation”. storagrabbar.se. http://www.storagrabbar.se/grabbar_10.html. Läst 23 oktober 2016.
8. ↑  ”Kirsten satte vinterns första rekord”. friidrott.se. 5 december 1999. Arkiverad från originalet den 10 augusti 2017. https://web.archive.org/web/20170810210403/http://www.friidrott.se/nyheter.aspx?id=156. Läst 10 augusti 2017.
9. ↑  ”Sayo dag 1: dubbla stavrekord av kirsten”. friidrott.se. 2 juli 2001. Arkiverad från originalet den 13 augusti 2017. https://web.archive.org/web/20170813183154/http://www.friidrott.se/nyheter.aspx?id=860. Läst 13 augusti 2017.
10. ↑  ”Europacupen dag 1: kirsten gladast i vasa”. friidrott.se. 23 juli 2001. Arkiverad från originalet den 13 augusti 2017. https://web.archive.org/web/20170813182425/http://www.friidrott.se/nyheter.aspx?id=890. Läst 13 augusti 2017.
11. ↑  ”European Athletics U23 Championships - Amsterdam 2001” (på engelska). european-athletics.org. http://www.european-athletics.org/competitions/european-athletics-u23-championships/history/year=2001/results/index.html. Läst 25 oktober 2017.
12. ↑  ”Hanna-mia återtar stavrekordet”. friidrott.se. 25 augusti 2001. Arkiverad från originalet den 13 augusti 2017. https://web.archive.org/web/20170813185550/http://www.friidrott.se/nyheter.aspx?id=1011. Läst 18 juli 2017.
13. ↑  ”Hanna-Mia vann dramatiskt VM-kval”. friidrott.se. 22 juli 2001. Arkiverad från originalet den 13 augusti 2017. https://web.archive.org/web/20170813182431/http://www.friidrott.se/nyheter.aspx?id=1021. Läst 13 augusti 2017.
14. ↑  ”Kirsten tar tillbaka stavrekordet”. friidrott.se. 25 augusti 2001. Arkiverad från originalet den 13 augusti 2017. https://web.archive.org/web/20170813182956/http://www.friidrott.se/nyheter.aspx?id=1094. Läst 13 augusti 2017.
15. ↑  ”European Athletics Indoor Championships - Wien 2002” (på engelska). european-athletics.org. http://www.european-athletics.org/competitions/european-athletics-indoor-championships/history/year=2002/results/index.html. Läst 30 augusti 2017.
16. ↑  ”European Athletics Championships - München 2002” (på engelska). european-athletics.org. http://www.european-athletics.org/competitions/european-athletics-championships/history/year=2002/results/index.html. Läst 18 augusti 2017.
17. ↑  ”Pole Vault Women - 9th IAAF World Indoor Championships Birmingham (NIA), GBR, Great Britain & N.I. 14 Mar 2003 - 16 Mar 2003” (på engelska). iaaf.org. https://www.iaaf.org/results/iaaf-world-indoor-championships/2003/9th-iaaf-world-indoor-championships-2959/women/pole-vault/qualification/result. Läst 26 januari 2017.
18. ↑  ”European Athletics U23 Championships - Bydgoszcz 2003” (på engelska). european-athletics.org. http://www.european-athletics.org/competitions/european-athletics-u23-championships/history/year=2003/results/index.html. Läst 22 oktober 2017.
19. ↑  ”European Athletics Indoor Championships - Madrid 2005” (på engelska). european-athletics.org. Arkiverad från originalet den 27 augusti 2017. https://web.archive.org/web/20170827215326/http://www.european-athletics.org/competitions/european-athletics-indoor-championships/history/year=2005/results/index.html. Läst 28 augusti 2017.
20. ↑  ”Pole Vaoult Women - 10th IAAF World Championships In Athletics Helsinki (Olympic Stadium), Finland 06 Aug 2005 - 14 Aug 2005” (på engelska). iaaf.org. https://www.iaaf.org/competitions/iaaf-world-championships/10th-iaaf-world-championships-in-athletics-3365/results/women/pole-vault/qualification/result. Läst 13 januari 2017.
21. ↑  ”Pole Vault Women - 11th IAAF World Indoor Championships Moskva (Olimpiyskiy Stadion), Russia 10 Mar 2006 - 12 Mar 2006” (på engelska). iaaf.org. https://www.iaaf.org/results/iaaf-world-indoor-championships/2006/11th-iaaf-world-indoor-championships-3483/women/pole-vault/qualification/result. Läst 23 januari 2017.
22. ↑  ”Kirsten sätter punkt”. friidrott.se. 19 september 2006. Arkiverad från originalet den 24 oktober 2016. https://web.archive.org/web/20161024030635/http://www.friidrott.se/nyheter.aspx?id=6229. Läst 23 oktober 2016.
23. 1 2 3 4 5  ”Personsida hos IAAF” (på engelska). iaaf.org. https://www.iaaf.org/athletes/sweden/kirsten-belin-173482. Läst 23 oktober 2016.